# نيلس بيتر غليديتش
نيلس بيتر غليديتش (بالنرويجية البوكمول: Nils Petter Gleditsch)‏ هو عالم سياسة وبروفيسور نرويجي، ولد في 17 يوليو 1942 في سري في المملكة المتحدة.